# Sophronica benjamini
Sophronica benjamini är en skalbaggsart som beskrevs av Stefan von Breuning 1966. Sophronica benjamini ingår i släktet Sophronica och familjen långhorningar. Inga underarter finns listade i Catalogue of Life.